# Municipio de Dresden (Misuri)
El municipio de Dresden (en inglés: Dresden Township) es un municipio ubicado en el condado de Pettis en el estado estadounidense de Misuri. En el año 2010 tenía una población de 711 habitantes y una densidad poblacional de 7,55 personas por km².

## Geografía
El municipio de Dresden se encuentra ubicado en las coordenadas 38°45′39″N 93°20′4″O / 38.76083, -93.33444. Según la Oficina del Censo de los Estados Unidos, el municipio tiene una superficie total de 94.2 km², de la cual 93,49 km² corresponden a tierra firme y (0,76 %) 0,72 km² es agua.

## Demografía
Según el censo de 2010, había 711 personas residiendo en el municipio de Dresden. La densidad de población era de 7,55 hab./km². De los 711 habitantes, el municipio de Dresden estaba compuesto por el 92,26 % blancos, el 1,27 % eran afroamericanos, el 0,42 % eran amerindios, el 0,14 % eran asiáticos, el 3,66 % eran de otras razas y el 2,25 % eran de una mezcla de razas. Del total de la población el 5,49 % eran hispanos o latinos de cualquier raza.